# Tschitscheringrün

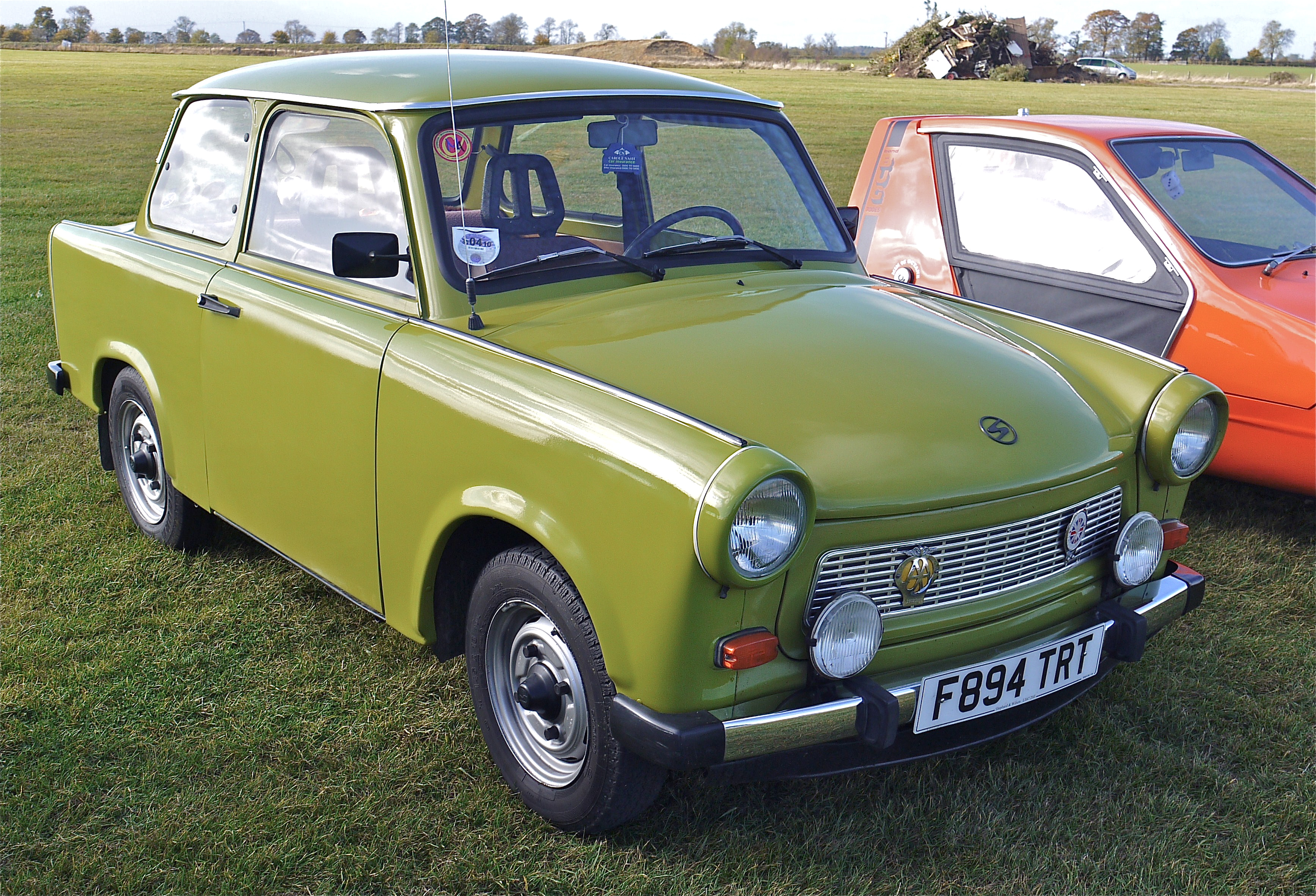
„Tschitscheringrüner“ Trabant 601

Als Tschitscheringrün bezeichnet man umgangssprachlich verschiedene „undefinierbare“ Grüntöne.
Da der Farbton nicht genau festgelegt ist, wird der Name für alle möglichen mehr oder weniger grünen Farbtöne verwendet. Gelegentlich werden damit auch andere nicht genauer definierbare Farbtöne bezeichnet. Verbreitet war das Wort insbesondere im thüringisch-obersächsischen und Berliner Sprachraum. In der DDR wurde der Begriff zum Beispiel für den Farbton des hellgrünen Trabant und für die Farbe der Uniformen russischer Soldaten verwendet.
Nach landläufiger Meinung soll die Bezeichnung auf den russischen Politiker Georgi Wassiljewitsch Tschitscherin zurückgehen, der 1922 bei der Unterzeichnung des Vertrages von Rapallo einen auffälligen Anzug mit ungewöhnlicher Farbgebung getragen haben soll. Dies ist jedoch falsch, da der Begriff bereits 1895 in einer Sammlung mundartlicher Ausdrücke aus Thüringen erwähnt wurde und dort auf das italienische Wort ciceri (= Kichererbse, Aussprache: ‚tschitscheri‘) zurückgeführt wird.
2010 wurde das Wort „dschidschoriengrien“ im Rahmen der Auszeichnung zum Sächsischen Wort des Jahres zum bedrohtesten Wort des Jahres gekürt.